# Поцхишвили, Морис Фомич
Морис Фомич Поцхишвили (груз. მორის თომას ძე ფოცხიშვილი; 11 июня 1930, Тифлис, Грузинская ССР, СССР — 1997) — советский и грузинский поэт.

## Биография
В 1954 году окончил Тбилисский государственный университет, филологический факультет, отделение журналистики. В 1959—1965 годах работал в издательстве «Литература и искусство». В 1979—1982 годах — редактор журнала «Цискрис», главный консультант отдела поэзии СП Грузии, в 1983—1987 годах — главный редактор издательства «Накадули». С 1987 года директор книжной палаты.
Первые стихи опубликовал в 1950 году. Первый поэтический сборник «Вишня под дождём» вышел в 1957 году. Далее последовали сборники «Голос» (1966), «Вера» (1970), «Твой» (1983), «Ты любишь, тебя» (1991), «Свеча-ладан» (1998).
Перевёл на грузинский язык стихи Сергея Есенина, Николая Тихонова, Бориса Пастернака, Андрея Вознесенского, Евгения Евтушенко, украинских, белорусских и молдавских поэтов.
Стихи Мориса Поцхишвили переведены на русский, армянский, английский, немецкий и другие языки.
Многие стихи положены на музыку. Песни на стихи Мориса Поцхишвили звучат в фильме «Мелодии Верийского квартала». Песня «Музыка» композитора Важа Азарашвили на стихи Мориса Поцхишвили в исполнении Тамары Гвердцители стала лауреатом фестиваля «Песня года» 1981 года.
Лауреат премий имени Николая Островского, Галактиона Табидзе, Акакия Церетели. Награждён Медалью мира Альберта Швейцера (1983) и орденом «Знак Почёта».
Умер в 1997 году. Похоронен по завещанию во Мцхете, во дворе женского монастыря.

## Фильмография
- Мелодии Верийского квартала

## Сборники на русском языке
- Зеркало в зеркале : Стихи / Морис Поцхишвили; Предисл. С. Сигуа. — Тбилиси : Мерани, 1979. — 220 с.; 17 см.
- Птица раздумья: Стихи : Пер. с груз. / Морис Поцхишвили; [Ил. авт.]. — Тбилиси : Мерани, 1975. — 240 с. : ил.; 16 см.
- Открытое небо : Стихи / Морис Поцхишвили; Перевод с груз. В. Казанцева. — Москва : Сов. писатель, 1981. — 87 с.; 17 см.
- Радуга счастья [Текст] : [Стихи] : Пер. с груз. / Морис Поцхишвили; [Предисл. Н. Думбадзе]. — Москва : Худож. лит., 1976. — 311, [7] с., 1 л. портр. : ил.; 13 см.
- Хохотун и хохотунья : [Стихи. Для мл. шк. возраста] / Морис Поцхишвили; Авториз. пер. с груз. В. Равича; Худож. «Самеули». — Тбилиси : Накадули, 1985. — [95] с. : цв. ил.; 27 см.
- Фестиваль кукол : Стихи и поэма : [Для мл. шк. возраста] / Морис Поцхишвили; Авториз. пер. с груз. В. Равича; Худож. В. Нагаев. — Тбилиси : Накадули, 1988. — 150,[1] с. : цв. ил.; 28 см.
- Пертуум-мобиле : Стихи : Пер. с груз. / Морис Поцхишвили; [Худож. Самеули]; Гл. редкол. по худож. пер. и лит. взаимосвязям при Союзе писателей Грузии. — Тбилиси : Мерани, 1987. — 189 с. : ил.; 20 см.
- Вишни под дождем [Текст] : Стихи / Перевод с груз. В. Соколова. — Москва : Сов. писатель, 1964. — 83 с. : ил.; 17 см.